# 최은택
최은택(崔殷澤, 1938년 7월 5일 ~ 2007년 2월 5일)은 대한민국의 전 축구 선수 및 지도자이다. 황해도 재령 출신으로 한양공고와 한양대학교를 졸업하고 대한중석에서 축구 선수로 활약했다. 한양대학교 축구팀 감독을 거쳐 1982년 대한민국 축구 국가대표팀 감독을 맡았다. 이후 포항제철 아톰스의 감독으로 활약했고, 1997년부터 중국 지린성 옌볜조선족자치주에 있는 옌볜오동팀의 감독으로 활약했다. 2007년 작고했다.

## 감독
1997년 중국 지린성 옌볜조선족자치주에 있는 옌볜오동팀의 감독으로 활약하면서 만년 하위팀이었던 옌볜 축구팀을 중국 프로리그 4위에 오르게 했다. 당시 선 수비 후 공격이 유행하던 중국 축구계에서 옌볜 축구팀은 초반부터 강한 공격 축구를 구사해 많은 관심을 받았다. 최은택 감독은 중국의 외국인 감독 중 최초로 성공한 감독으로 평가를 받으면서, 1997년 중국 축구 최고 발전상을 받았고, 중국 축구계에서 '최 교수님'으로 널리 불리게 되었다. 1998년 1월 21일 KBS는 수요 다큐멘터리에서 중국 프로 축구 리그에서 돌풍을 일으킨 최은택 감독의 활약상을 특별 취재하여 방송했다. 2007년 2월 5일 폐암으로 작고하자, 시나닷컴 등 중국의 주요 포털 사이트에서 특집 기사를 마련하여 최은택 감독을 추모했다.

## 수상

### 감독
포항제철 아톰스
- K리그 우승 1회 : 1986

 포항제철 아톰스
- K리그 감독상 : 1986

## 같이 보기
- 옌볜 창바이후
- 조긍연 감독